# Moerstraat

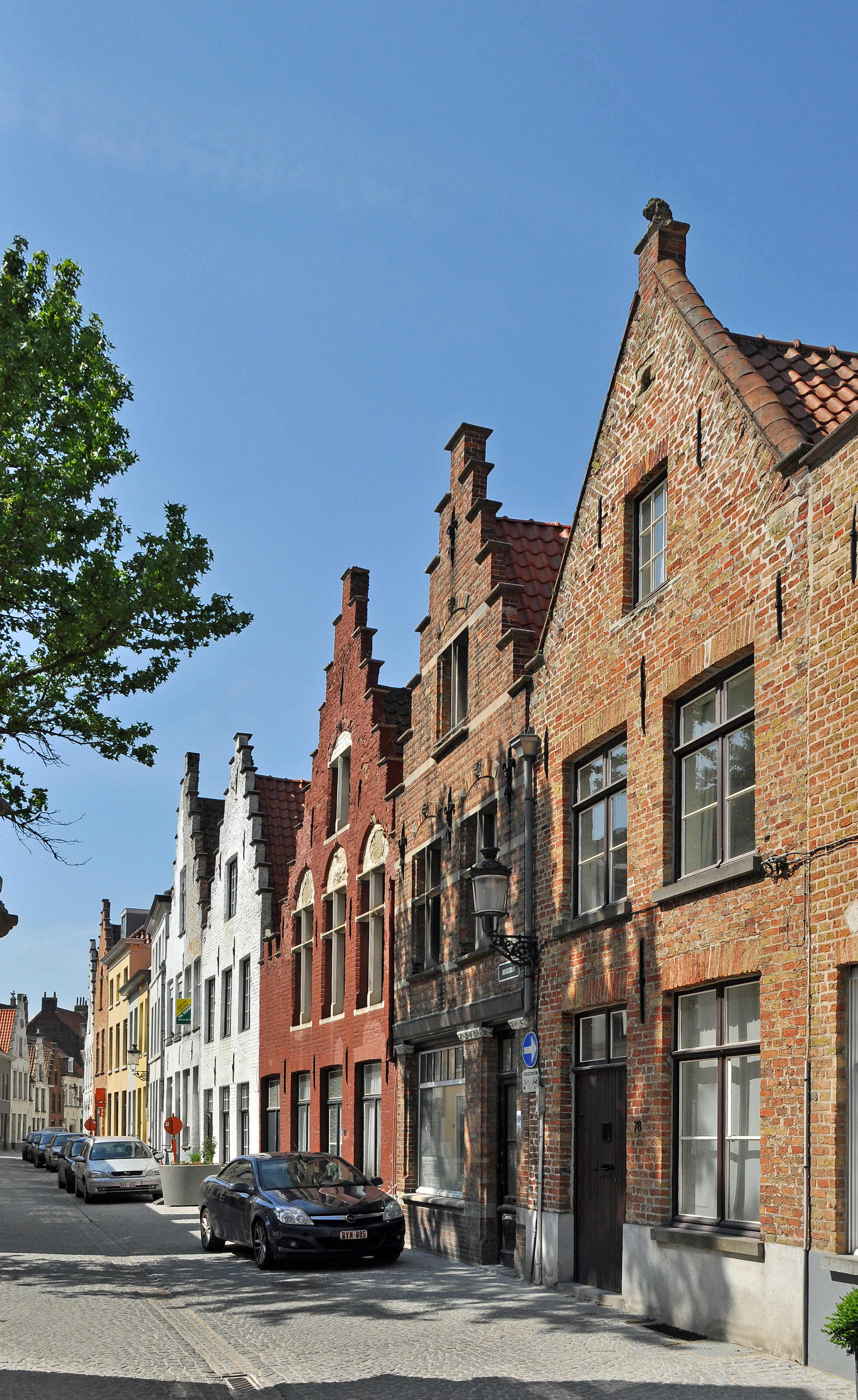
Moerstraat

De Moerstraat is een straat in Brugge en maakt deel uit van de oudste kern van Brugge.

## Beschrijving
In 1300 vindt men: In de straete die men heet de Moerstrate dat es benoorden Sente Jacobskerke.
De meest voor de hand liggende verklaring is dat het hier ging om waterachtige turfhoudende grond. De toponymisten zijn het hierover nochtans niet eens. Adolf Duclos en Karel Verschelde (bijgetreden door Albert Schouteet en Frans Debrabandere) gaven er die verklaring aan, met name als een drassig land zonder behoorlijke waterafvoer. Karel De Flou en Jos De Smet waren het daar niet mee eens. Hoe kon het daar drassig zijn, vonden ze, de grond lag immers 3 m hoger dan de reiegracht die er langs liep. Ze wisten de juiste uitleg echter ook niet.
De Moerstraat loopt van de Wulfhagestraat naar de Sint-Jakobsstraat.

## Bewoners
De Moerstraat heeft heel wat bekende bewoners gehad. Onder hen:
- hertog Karel de Stoute: Moerstraat 23: stadspaleis van Karel de Stoute
- Marcel Wyseur, letterkundige
- Lodewijk Van Haecke, priester, publicist en humorist
- Romain Waes, voorzitter van het OCMW en gemeenteraadslid
- Arthur Hodüm, pastoor Sint-Jakobsparochie, historicus
- Robert Van Biesebroeck, advocaat, pleitbezorger, bibliofiel en erudiet
- Fernand Vandamme, volksvertegenwoordiger, schepen, advocaat
- Henri Van Caillie, notaris en leider van de katholieke partij
- Georges Van Caillie, notaris en penningmeester van de CVP
- Leon De Wulf, stafhouder, advocaat
- Henri-Victor Wolvens, kunstschilder
- Frans Verleyen, journalist